# Samuela
Samuela je ženské křestní jméno. Podle českého kalendáře má svátek 1. září. Jméno Samuel má hebrejský původ, znamená Bůh vyslyšel, jméno Samuela je prostá přechýlená varianta. Jméno Samantha vzniklo v 18. století v americkém prostředí patrně jako spojení mužského jména Samuel a řeckého slova anthos, tj. květina.

## Domácké podoby
Sam, Sammy, Samuelka, Ela

## Známé nositelky jména
- Samantha Arsenault – americká plavkyně
- Samantha Beckinsale – britská herečka
- Samantha Fox – britská modelka a zpěvačka
- Samantha Peszek – americká gymnastka
- Samantha Smithová – americká mírová aktivistka
- Samantha Stosurová – australská tenistka

## Fiktivní nositelé
- Samantha Carterová – americká postava ze seriálu Hvězdná brána SG-1
- Samantha Jones – americká postava ze seriálu Sex ve městě

## Další varianty
- Samantha – anglická, holandská, francouzská, německá
- Samanta – polská, česká, slovenská
- Samuela – italská, slovenská, česká
- Samuella – švédská, maďarská, holandská